# 久里浜 (横須賀市の町名)
久里浜（くりはま）は、神奈川県横須賀市の地名。現行行政地名は久里浜一丁目から久里浜九丁目。住居表示実施済区域。

## 地理
横須賀市の南東部にある久里浜地区に属し、久里浜の中心地に位置している。

### 地価
住宅地の地価は、2023年（令和5年）1月1日の公示地価によれば、久里浜3-16-3の地点で14万6000円/m2となっている。

## 世帯数と人口
2023年（令和5年）4月1日現在（横須賀市発表）の世帯数と人口は以下の通りである。なお、九丁目の人口は0人のため省略とする。
| 丁目         | 世帯数    | 人口     |
| ------------ | --------- | -------- |
| 久里浜一丁目 | 728世帯   | 1,525人  |
| 久里浜二丁目 | 1,077世帯 | 2,359人  |
| 久里浜三丁目 | 1,013世帯 | 2,116人  |
| 久里浜四丁目 | 566世帯   | 988人    |
| 久里浜五丁目 | 841世帯   | 1,496人  |
| 久里浜六丁目 | 664世帯   | 1,188人  |
| 久里浜七丁目 | 1,355世帯 | 2,995人  |
| 久里浜八丁目 | 782世帯   | 1,679人  |
| 計           | 7,026世帯 | 14,346人 |

### 人口の変遷
国勢調査による人口の推移。
| 年                 | 人口   |
| ------------------ | ------ |
| 1995年（平成7年）  | 16,100 |
| 2000年（平成12年） | 15,638 |
| 2005年（平成17年） | 15,555 |
| 2010年（平成22年） | 15,632 |
| 2015年（平成27年） | 14,759 |
| 2020年（令和2年）  | 14,301 |

### 世帯数の変遷
国勢調査による世帯数の推移。
| 年                 | 世帯数 |
| ------------------ | ------ |
| 1995年（平成7年）  | 6,234  |
| 2000年（平成12年） | 6,290  |
| 2005年（平成17年） | 6,469  |
| 2010年（平成22年） | 6,684  |
| 2015年（平成27年） | 6,466  |
| 2020年（令和2年）  | 6,530  |

## 学区
市立小・中学校に通う場合、学区は以下の通りとなる（2022年3月時点）。
| 丁目         | 番・番地等   | 小学校                 | 中学校                 |
| ------------ | ------------ | ---------------------- | ---------------------- |
| 久里浜一丁目 | 全域         | 横須賀市立明浜小学校   | 横須賀市立久里浜中学校 |
| 久里浜二丁目 | 全域         | 横須賀市立神明小学校   | 横須賀市立久里浜中学校 |
| 久里浜三丁目 | 全域         | 横須賀市立神明小学校   | 横須賀市立神明中学校   |
| 久里浜四丁目 | 全域         | 横須賀市立明浜小学校   | 横須賀市立久里浜中学校 |
| 久里浜五丁目 | 全域         | 横須賀市立明浜小学校   | 横須賀市立久里浜中学校 |
| 久里浜六丁目 | 7番 11〜14番 | 横須賀市立明浜小学校   | 横須賀市立神明中学校   |
| 久里浜六丁目 | 上記以外     | 横須賀市立久里浜小学校 | 横須賀市立神明中学校   |
| 久里浜七丁目 | 1〜2番       | 横須賀市立久里浜小学校 | 横須賀市立神明中学校   |
| 久里浜七丁目 | 上記以外     | 横須賀市立明浜小学校   | 横須賀市立神明中学校   |
| 久里浜八丁目 | 全域         | 横須賀市立明浜小学校   | 横須賀市立神明中学校   |
| 久里浜九丁目 | 全域         | 横須賀市立明浜小学校   | 横須賀市立神明中学校   |

## 事業所
2021年（令和3年）現在の経済センサス調査による事業所数と従業員数は以下の通りである。
| 丁目         | 事業所数  | 従業員数 |
| ------------ | --------- | -------- |
| 久里浜一丁目 | 110事業所 | 1,365人  |
| 久里浜二丁目 | 62事業所  | 611人    |
| 久里浜三丁目 | 24事業所  | 90人     |
| 久里浜四丁目 | 323事業所 | 2,813人  |
| 久里浜五丁目 | 106事業所 | 1,676人  |
| 久里浜六丁目 | 24事業所  | 495人    |
| 久里浜七丁目 | 60事業所  | 549人    |
| 久里浜八丁目 | 54事業所  | 658人    |
| 久里浜九丁目 | 12事業所  | 288人    |
| 計           | 775事業所 | 8,545人  |

### 事業者数の変遷
経済センサスによる事業所数の推移。
| 年                 | 事業者数 |
| ------------------ | -------- |
| 2016年（平成28年） | 849      |
| 2021年（令和3年）  | 775      |

### 従業員数の変遷
経済センサスによる従業員数の推移。
| 年                 | 従業員数 |
| ------------------ | -------- |
| 2016年（平成28年） | 8,273    |
| 2021年（令和3年）  | 8,545    |

## 交通

### 鉄道
- 東日本旅客鉄道（JR東日本） 横須賀線
  - 久里浜駅
- 京浜急行電鉄久里浜線
  - 京急久里浜駅

### 道路
- 国道134号
- 神奈川県道211号久里浜港久里浜停車場線
- 神奈川県道212号久里浜港線

## 施設

### 教育
- 横須賀市立久里浜小学校
- 横須賀市立明浜小学校
- 横須賀市立神明小学校
- 横須賀市立久里浜中学校
- 横須賀市立神明中学校
- 横須賀市立横須賀総合高等学校

### 公共施設
- 横須賀市久里浜行政センター
- 横須賀南警察署
- 久里浜郵便局
- 横須賀市立南図書館
- 久里浜港
- ペリー公園

### その他
- イオン 久里浜店[15]
- ヨークマート 久里浜店[16]

## その他

### 日本郵便
- 郵便番号 : 239-0831[2]（集配局 : 久里浜郵便局[17]）。